# Коассоло-Торинезе
Коассоло-Торинезе (итал. Coassolo Torinese) — коммуна в Италии, располагается в регионе Пьемонт, в провинции Турин.
Население составляет 1470 человек (2008 г.), плотность населения составляет 53 чел./км². Занимает площадь 28 км². Почтовый индекс — 10070. Телефонный код — 0123.
Покровителями коммуны почитаются святой Николай, празднование 6 декабря, и святые апостолы Пётр и Павел.

## Демография
Динамика населения:

## Администрация коммуны
- Официальный сайт: http://www.comune.coassolo.to.it Архивная копия от 14 февраля 2022 на Wayback Machine